# 华文漪
华文漪（1941年3月18日—2022年4月13日），中国昆曲表演艺术家，上海市戏曲学校第一届毕业生。师从朱传茗、俞振飞、言慧珠等名师，擅长闺门旦。俞振飞称她是“几百年出一个的天生闺门旦”，观众们称赞她是“小梅兰芳”。

## 生平
1989年7月，随上海昆剧团赴美国演出，因与昆剧团的矛盾，自行留在美国定居（拿到绿卡，并未入籍），这一举动，引起巨大的争议。不过在美国期间，她仍然坚持昆曲事业，在洛杉矶创办了“华昆研究社”，得到美国政府的一定支持，每年定期汇演。还在耶鲁大学、普林斯顿大学等高校出任客座教授介绍昆曲。
1992年，应兩廳院的邀请，来到台湾演出了四场《牡丹亭》。
1996年，回到了大陆舞台，得到文化部颁发的荣誉奖，朱镕基、陈至立等领导人还接见了她。
1997年，获得美国政府最高传统艺术奖。
2001年2月，回到上海，参加昆剧戏曲片《范蠡与西施》拍摄。
2007年，在中共上海市委的协调下，华文漪重返上海昆剧团。在纪念恩师言慧珠的演出中担任主演，又担任上海市戏曲学校闺门旦班的老师。
2022年4月13日，华文漪在美国洛杉矶病逝，享年81岁。